# Manuel Lourenço
Manuel Lourenço (n. 1965) é um actor português, que fez várias participações em várias novelas, entre elas:
Elenco do passado, em "Amar Demais", TVI 2020 - médico de Ema, após o acidente de táxi. 
Elenco adicional, Doutor Varela em Espelho d'Água, SIC 2017
- Elenco adicional, Advogado em Poderosas, SIC 2016.
- Elenco adicional, Juiz em A Única Mulher II, TVI 2015
- Elenco adicional, Médico em Coração D'Ouro, SIC 2015
- Elenco adicional, em O Beijo do Escorpião, TVI 2014
- Elenco adicional, Dr. Sampaio em Sol de Inverno, SIC 2013/2014
- Elenco adicional, Fernando em I Love It, TVI 2013
- Participação especial, Médico em Doida por Ti, TVI 2012
- Participação especial, Bancário em Depois do Adeus, RTP 2012
- Participação especial, Padre em O Bairro, TVI 2012
- Participação especial, Médico no telefilme E Depois Matei-o, RTP 2012
- Elenco adicional, José Zé em Remédio Santo, TVI 2012
- Elenco adicional, em Dancin' Days, SIC 2012
- Participação especial, em Louco Amor, TVI 2012
- Participação especial, em Doce Tentação, TVI 2011
- Participação especial, em Rosa Fogo, SIC 2011
- Elenco adicional, Miranda em Pai à Força - II, RTP 2011
- Participação especial, em A Família Mata, SIC 2011
- Participação especial, Jorge em novo em Mar de Paixão, TVI 2010
- Elenco fixo, Vítor em Morangos Com Açúcar, TVI 2008/2009[1]
- Participação especial, em Liberdade 21, RTP 2008
- Participação especial, José em Rebelde Way, SIC 2007
- Participação especial, Carlos Anselmo em Vila Faia, RTP 2007
- Elenco adicional, António em Floribella, SIC 2007
- Elenco adicional, Médico em Doce Fugitiva, TVI 2006
- Elenco principal, Jorge em O Clube das Chaves, TVI 2005
- Participação especial, José em Mundo Meu, TVI 2005
- Participação especial, em Mistura Fina, TVI 2004
- Elenco adicional, Psicólogo de Henrique em Ana e os Sete, TVI 2004
- Participação especial, Advogado de Alexandre em Queridas Feras, TVI 2004
- Elenco fixo, Duarte em  Inspector Max, TVI 2003/2004
- Elenco fixo, António José em Olá Pai!, TVI 2003
- Elenco adicional, Rogério em Amanhecer, TVI 2002
- Elenco adicional, Dr. Rodrigo em Tudo Por Amor, TVI 2002
- Elenco adicional, Luís Saraiva em O Último Beijo, TVI 2002
- Elenco adicional, Daniel em Anjo Selvagem, TVI 2002
- Participação especial, Pai de Débora em Super Pai, TVI 2002
- Actor convidado, Pai da Sara em Uma Aventura no Carnaval, SIC 2001
- Participação especial, em Sociedade Anónima, RTP 2001
- Elenco adicional, Gonçalo em Filha do Mar, TVI 2001
- Elenco fixo, Pedro em Bastidores, RTP 2001
- Participação especial, Manuel em Milionários à Força, RTP 2001
- Elenco fixo, Xico em Crianças S.O.S, TVI 2000
- Elenco fixo, Carlos em A Lenda da Garça, RTP 1999
- Elenco fixo, Várias personagens em Docas 2, RTP 1998
- Actor convidado em 2 episódios da sitcom Nós os Ricos, RTP 1998
- Coro no Festival RTP da Canção de 1998
- Elenco fixo, Várias personagens no programa de Júlio Isidro: Antenas no Ar, RTP 1997
- Elenco fixo, Várias personagens em Docas, TVI 1996
- Coro de Lúcia Moniz no Festival RTP da Canção, RTP 1996
- Cantor residente no programa de Marco Paulo Música no Coração, RTP 1995/1996
- Participação como cantor no programa de Júlio Isidro, Olhó Popular, TVI 1995
- Participação no Festival RTP da Canção, RTP 1994
- Cantor residente no programa Sons do Sol, RTP 1992/1993
- Cantor residente no programa Joaquim Letria, RTP 1990
- Participação especial, em Solar Alfacinha, RTP 1989
- Participação no programa Um, Dois, Três, RTP 1988